# Periferi
I geometrin avser periferi cirkelns omkrets.
Mer allmänt avses ett område omkring någonting eller utkanten av någonting.